# Kyla Ross
Kyla Briana Ross (Honolulú, Hawái; 24 de octubre de 1996) es una gimnasta artística estadounidense que fue miembro del equipo Fierce Five, ganador de la medalla de oro en gimnasia artística femenina de los Estados Unidos en los Juegos Olímpicos de Londres 2012.  Ross es también ganadora de la medalla de oro que ganó el equipo de Estados Unidos en el Campeonato mundial de gimnasia artística de 2014, y de tres medallas de plata y una de bronce individuales en los mundiales de 2013 y 2014. 
En otoño de 2016 se incorporó al equipo de gimnasia artística de la Universidad UCLA, donde además, estudia bioingeniería. Durante su primer año como gimnasta universitaria se proclamó campeona nacional de barras asimétricas y viga de equilibrio. En su segunda temporada contribuyó en el título nacional de la NCAA conseguido por su equipo.

## Biografía
Ross nació el 24 de octubre de 1996 en Honolulú, Hawái. Es hija de Jason y Kiana Ross. Su padre es hawaiano, y su madre puertorriqueña. Tiene dos hermanos menores, McKenna y Kayne.
Ross acudió al instituto Aliso Niguel de Aliso Viejo, después de que la familia se mudara a California. Se graduó en 2015 y ese mismo año se matriculó en la Universidad de California en Los Ángeles para estudiar bioingeniería, aunque no empezó a estudiar allí hasta 2016, tras retirarse definitivamente del deporte de élite.
Empezó a practicar gimnasia a los tres años de edad en el Greenville Gymnastcs Training Center en Greenville, Carolina del Sur. Más tarde entrenó en el Richmond Olympiad de Virginia y en el National Gymnastics Training Center de Aliso Viejo antes de establecerse definitivamente en el Gym-Max Gymnastics en Costa Mesa, California en 2005. Allí conoció a McKayla Maroney, con la que acabó formando parte del equipo olímpico de 2012.
En agosto de 2018, junto a su compañera de equipo Madison Kocian, reveló que durante su etapa en la selección había sufrido abusos sexuales por parte de Larry Nassar.

## Carrera júnior
Entre 2005 y 2007 ganó cinco títulos estatales y dos títulos nacionales. En 2008 empezó a competir en el nivel 10. Consiguió ganar los títulos en barras asimétricas, viga de equilibrio, suelo y circuito individual en los campeonatos estatales. Además, también consiguió la primera posición en barra y la segunda en el circuito individual en el campeonato regional de ese año. 
En los Junior Olympic National Championships de 2008 ganó las pruebas de barra de equilibrio, suelo y circuito individual, y quedó segunda en salto.

## Carrera profesional

### 2009
En abril compitió en el American Classic en San Diego, California, donde se clasificó segunda en la final individual con una puntuación de 55.316.
En julio participó en el CoverGirl Classic celebrado en Des Moines, Iowa. Se clasificó primera en el circuito individual con una puntuación de 57.000 superando a las que serían sus futuras compañeras en el equipo olímpico Alexandra Raisman y McKayla Maroney. Además, también se clasificó primera en salto (15.200), quinta en barra (13.950) y quinta en suelo (14.250).
En agosto compitió en el Visa Championships en Dallas, Texas. Esta fue su segunda competición como deportista de élite y se clasificó primera en el circuito individual con una puntuación de 114.000 después de dos días de competición. Además, también ganó la competición de salto con una puntuación de 30.350 después de los dos días de competición, y la de barra de equilibrio con una puntuación de 29.000. También quedó tercera en la final de suelo donde obtuvo una puntuación de 28.200.
En noviembre participó en los Junior Pan American Championships celebrados en Aracaju, Brasil. Junto a sus compañeras Alexandra Raisman, Sabrina Vega y Bridgitte Caquatto ganó la medalla de oro en la final por equipos con una puntuación de 171.550 por delante de Canadá (156.950) y Brasil (154.250). También se clasificó primera en la final individual con una puntuación de 57.400 por delante de todas sus compañeras de equipo. En las finales por aparatos, consiguió la medalla de oro en barras asimétricas (14.150) y barra de equilibrio (15.000), y la medalla de plata en suelo (13.800) por detrás de su compañera de equipo Aly Raisman.

### 2010
En marzo compitió en el Trofeo Citá di Jesolo en Italia donde se clasificó segunda en la final individual.
En abril compitió en los Pacific Rim Gymnastics Championships en Melbourne, Australia. Contribuyó en la medalla de oro conseguida por el equipo estadounidense, que le sacó más de quince puntos al segundo clasificado, China. En el plano individual, Ross se clasificó segunda en la final de all-around por detrás de su compañera Jordyn Wieber con una puntuación de 58.000. Además, también ganó la medalla de plata en la final de salto (15.100) y en las finales de barras asimétricas (14.250) y suelo (14.200).
En julio participó en el CoverGril Classic en Chicago, donde se clasificó tercera en el circuito individual (58.700), primera en barra de equilibrio (15.250), cuarta en salto (15.200) y en barras asimétricas (14.550) y octava en suelo (13.700).
En agosto participó en el Visa Championships en Hartord, Connecticut, donde defendía el título de campeona júnior nacional. A pesar de una caída en las barras asimétricas durante el calentamiento, consiguió la nota más alta de este aparato en el primer día de competición. Durante el segundo día de competición tuvo una caída en la barras asimétricas que no le impidió ganar su segundo título individual en la categoría júnior con una puntuación de 116.450 después de los dos días de competición. Además, también quedó primera en la prueba de barra de equilibrio (29.900), tercera en suelo (28.500) y en salto (30.450) y séptima en barras asimétricas (27.600).
En septiembre compitió en el Pan American Championships en Guadalajara, México. Junto a sus compañeras Sabrina Vega, McKayla Maroney, Gabrielle Douglas, Brenna Dowell y Sarah Finnegan consiguió la medalla de oro por equipos con una ventaja de casi 20 puntos respecto a las segundas clasificadas, el equipo canadiense. En el terreno individual, se clasificó tercera en la final individual con una puntuación de 57.998, segunda en la final de suelo (14.075) y sexta en barras asimétricas (13.350).

### 2011
Ross empezó el año participando en el trofeo Citá de Jesolo, Italia. Junto a sus compañeras Madison Kocian, Katelyn Ohashi, Lexie Priessman, Elizabeth Price y Ericha Fassbender consiguió la medalla de oro en la competición por equipos superando a Rusia, las segundas clasificadas, por más de diez puntos. Además, también ganó la final individual con una puntuación de 58.750.
En julio participó en el CoverGirl Classic en Chicago, donde consiguió la primera posición en la final individual (58.850) y en asimétricas (15.000), la segunda en salto (15.250), la tercera en suelo (13.950) y la cuarta en barra de equilibrio (14.650).
En agosto participó en el Visa Championships celebrado en Saint Paul, Minnesota, donde defendía el título júnior que había conseguido los dos años anteriores. Tuvo diversos problemas en el primer día de competiciones que la condenaron a la segunda posición en la competición individual. Además se clasificó segunda en barras asimétricas y barra de equilibrio y sexta en suelo.

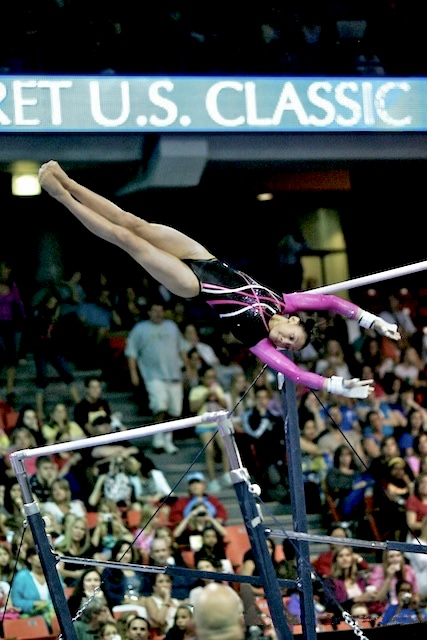
Ross compitiendo en el ejercicio de barras asimétricas en 2012.

### 2012
En 2012, año en el que cumplió 16 años, Ross se convirtió en gimnasta de élite senior, hecho que le permitía ser elegida para formar parte del equipo olímpico. En marzo compitió en el 2012 Pacific Rim Gymnastics Championships en Everett, Washington. Ganó la medalla de oro por equipos junto a sus compañeras Jordyn Wieber, Gabrielle Douglas, Amelia Hundley, Katelyn Ohashi y Lexie Priessman. Individualmente, se clasificó segunda en el circuito individual por detrás de su compañera Jordyn Wieber, campeona del mundo en aquel momento. Además, también ganó la medalla de oro en la barra de equilibrio, la plata en barras asimétricas y el bronce en suelo.
En mayo compitió en el Secret U.S. Classic en Chicago. Se clasificó segunda en el circuito individual con una puntuación de 59.800 por detrás de Alexandra Raisman. Además, también se clasificó segunda en asimétricas, quinta en barra y quinta en suelo.
En junio participó en el Visa Championships celebrado en Saint Louis, Misuri. Se clasificó cuarta en el circuito individual después de dos días de competición con una puntuación de 119.950 por detrás de Wieber, Douglas y Raisman. En las finales por aparatos se clasificó cuarta en barra y sexta en suelo.
A comienzos de julio participó en los Olympic Trials celebrados en San José, California, para intentar conseguir un puesto para el equipo olímpico. Se clasificó quinta en el circuito individual con una puntuación de 120.000 después de dos días de competición. Además, se clasificó primera en barras asimétricas y tercera en barra de equilibrio. Ross fue elegida como miembro del equipo de gimnasia artística femenina para competir en los Juegos Olímpicos de Londres. Después de ser elegida Ross declaró, "Este es el sentimiento más surrealista que he sentido. Cuando he escuchado mi nombre no me lo podía creer".

#### Juegos Olímpicos de Londres 2012
A finales de julio, Ross compitió en los Juegos Olímpicos de 2012 celebrados en Londres. Ayudó al equipo estadounidense -apodado el «Fierce Five» a clasificarse en primer lugar para la final por equipos. En el plano individual se clasificó como reserva para la final de barras asimétricas.
En la final por equipos, participó en las pruebas de barra de equilibrio, donde obtuvo una puntuación de 15.133, y en la de barras asimétricas donde consiguió una puntuación de 14.933. El 31 de julio de 2012 se proclamó campeona olímpica por equipos tras conseguir la medalla de oro junto a sus compañeras Gabrielle Douglas, Jordyn Wieber, McKayla Maroney y Alexandra Raisman.
En otoño de 2012, Ross participó en el Kellogg's Tour of Gymnastics Champions por todo el país junto a sus compañeras de equipo olímpico además de los equipos de gimnasia artística masculina, gimnasia rítmica y salto de trampolín.

### 2013
En julio participó en el Secret U.S. Classic, donde ganó la medalla de oro en el circuito individual y en barras asimétricas así como la medalla de plata en barra de equilibrio.
En agosto participó en el P&G Championships donde se clasificó segunda en el circuito individual y primera en las finales de asimétricas y barra de equilibrio.
En septiembre fue seleccionada para formar parte del equipo nacional para competir en el Mundial de Gimnasia Artística, junto a McKayla Maroney, Simone Biles y Brenna Dowell.
En octubre participó en el Campeonato Mundial de Gimnasia Artística Femenina celebrado en Amberes, Bélgica. Consiguió la medalla de plata en la final individual con una puntuación de 59.332, por detrás de su compañera Simone Biles. Además, también ganó la medalla de plata en la final de asimétricas (por detrás de la china Huang Huidan) y en la final de viga de equilibrio (quedando por detrás de la rusa Aliyá Mustáfina). Ross fue galardonada con el Premio Longines a la Elegancia, que es otorgado por la Federación Internacional de Gimnasia.

### 2014
En marzo, después de recuperarse de una lesión, participó en el trofeo Cità di Jesolo, en Italia, donde consiguió la medalla de oro por equipos y en la competición individual, y la de plata en barras asimétricas y suelo.
En abril participó en el Pacific Rim Championships en Richmond, Canadá, donde ganó la medalla de oro por equipos y en barra de equilibrio y la de plata en la final individual, suelo y barras asimétricas.
En septiembre fue seleccionada para formar parte del equipo nacional para el Campeonato mundial de gimnasia artística femenina de 2014 celebrado en Nanning, China. Junto a sus compañeras Simone Biles, Madison Kocian, Ashton Locklear, Alyssa Baumann y MyKayla Skinner, ganó la medalla de oro en el concurso por equipos. En el terreno individual ganó la medalla de bronce en la final individual por detrás de su compañera de equipo Simone Biles.

### 2015
En julio participó en el Secret U.S Classic donde solamente compitió en las pruebas de barras asimétricas y viga de equilibrio debido a una lesión en el talón que se había hecho entrenando. Tuvo dos caídas en las barras asimétricas que solamente le permitieron conseguir una puntuación de 12.250. Tuvo una mejor actuación en la viga de equilibrio donde consiguió una puntuación de 14.550 que le permitió clasificarse cuarta en ese aparato.
En agosto participó en el P&G Championships, una prueba combinada de dos días de duración. Tuvo diversos fallos durante los ejercicios cosa que la condenó a clasificarse décima en la final individual. Después de la competición, Ross decidió no participar en las diversas pruebas de selección para formar el equipo olímpico para los Juegos de 2016.

## Carrera universitaria

### 2017
En febrero de 2016, Ross anunció, a través de su perfil de Twitter que se retiraba de la élite deportiva para acudir a la Universidad para estudiar bioingeniería. Meses antes había anunciado su intención de incorporarse también al equipo de gimnasia de la Universidad de Los Ángeles.
El 7 de enero de 2017 participó en su primera competición como gimnasta universitaria de UCLA contra Arkansas. Ross se convirtió en la segunda gimnasta ganadora de una medalla de oro en unos Juegos Olímpicos en participar en la NCAA por detrás de Madison Kocian, que lo hizo minutos antes que ella. Ross compitió en las pruebas de salto, barras asimétricas y viga de equilibrio obteniendo unas puntuaciones de 9.875, 9,875 y 9,700 respectivamente.
El 28 de enero de 2017, durante su tercera competición universitaria, Ross consiguió su primer 10 en el ejercicio de barras asimétricas. Completó su participación con un 9.925 en salto y un 9.850 en barra de equilibrio, aportando un total de 29.775 puntos a la victoria final de su equipo contra Oregon State.
El 20 de febrero de 2017 hizo su primera participación en el all-arround (participó en los cuatro eventos) consiguiendo unas puntuaciones de 9.900 en salto, 9.925 en asimétricas, 10.00 en barra de equilibrio y 9.400 en suelo.
El 18 de marzo se proclamó Freshman of the year (mejor estudiante de primer año) en la Competición Pac-12. Además, también se clasificó primera en barra de equilibrio realizando un ejercicio que le valió un 10 perfecto, nota jamás anotada en esta competición en toda su historia. Ross terminó su primera temporada como gimnasta universitaria ganando los títulos individuales de barras asimétricas y barra de equilibrio. El 15 de abril de 2017, participó en la final de la NCAA en la que el equipo de la UCLA se clasificó en cuarta posición.

### 2018
El 6 de enero de 2018, Ross empezó su segunda temporada como atleta universitaria con el equipo de la UCLA Bruins. El 11 de marzo, durante el encuentro contra la Universidad de Stanford, Ross consiguió su primer y único diez de la temporada en el ejercicio de barras asimétricas.
El 22 de abril de 2018 se proclamó, junto al equipo universitario UCLA Bruins, campeona de la NCAA. En el plano individual, se clasificó segunda en barra de equilibrio, tercera en asimétricas, y cuarta en la competición completa individual. Ross completó su segunda temporada como gimnasta universitaria participando en todos los encuentros que disputó su equipo. Durante la temporada regular, compitió en los cuatro aparatos en ocho ocasiones –de once posibles–, siendo su mayor puntuación combinada 39,700 puntos.
Tras finalizar la temporada, Ross se convirtió en la primera gimnasta en ganar un campeonato mundial, unos Juegos Olímpicos y un campeonato universitario (NCAA).

### 2019
Ross empezó la temporada regular el 4 de enero de 2019 participando en el primer encuentro del año disputado en el Pauley Pavilion contra Nebraska, en el que ganó la prueba de circuito individual, la de salto –donde por primera vez en su carrera universitaria realizó un Yurchenko con pirueta y media–, y la de suelo, quedando empatada con sus compañeras de equipo Katelyn Ohashi y Gracie Kramer.
Durante la temporada regular, Ross consiguió anotar (por lo menos) un 10 en cada uno de los cuatro aparatos, convirtiéndose así en la segunda gimnasta de UCLA Bruins en conseguirlo. En total, consiguió la puntuación perfecta hasta en catorce ocasiones.
El 23 de marzo se proclamó campeona del Campeonato Pac-12 (conferencia en la que compite la Universidad UCLA) junto a sus compañeras de equipo por segundo año consecutivo. En el plano individual, fue nombrada Gimnasta del año de la conferencia.
En la final del campeonato NCAA, consiguió ser co-campeona en salto junto a Maggie Nichols, Kennedi Edney y Derrian Gosbourne, y de suelo con Alicia Boren, Lynnzee Brown y Brenna Dowell. Con estos títulos, Ross es la segunda gimnasta de la NCAA que se convierte en campeona, al menos en una ocasión, en todos los aparatos del circuito. En la final individual del circuito completo se clasificó segunda, tras Maggie Nichols, después de un error en su ejercicio de barras asimétricas. En la final por equipos, contribuyó de manera notable en la tercera posición conseguida por su equipo.

### Resultados

#### Primer año: 2017
| Resultados 2017 | Resultados 2017         | Resultados 2017 | Resultados 2017 | Resultados 2017 | Resultados 2017 | Resultados 2017 | Resultados 2017 | Resultados 2017                        |
| Fecha           | Rival                   | Salto           | Asimétricas     | Barra           | Suelo           | All-arround     | Equipo          | Notas                                  |
| --------------- | ----------------------- | --------------- | --------------- | --------------- | --------------- | --------------- | --------------- | -------------------------------------- |
| 7/01/2017       | Arkansas Razorbacks     | 9,875           | 9,875           | 9,700           | ---             | ---             | 195,700         | Debut.                                 |
| 15/01/2017      | Oklahoma Sooners        | 9,850           | 9,925           | 9,825           | ---             | ---             | 196,825         | [ 76 ]                                 |
| 28/01/2017      | Oregon State            | 9,925           | 10,000          | 9,850           | ---             | ---             | 197,325         | Primer 10.                             |
| 4/02/2017       | Arizona State           | 9,975           | 9,375           | 9,975           | 9,150           | 38,425          | 197,150         | [ 60 ]                                 |
| 11/02/2017      | Stanford                | 9,900           | 9,975           | 9,875           | ---             | ---             | 198,125         | [ 77 ]                                 |
| 18/02/2017      | Utah                    | 9,875           | 10,000          | 9,875           | ---             | ---             | 197,500         | [ 78 ]                                 |
| 20/02/2017      | Utah State y Bridgeport | 9,900           | 9,925           | 10,000          | 9,400           | 39,225          | 195,875         | [ 79 ]                                 |
| 25/02/2017      | Arizona Wildcats        | 9,850           | 9,950           | 9,950           | ---             | ---             | 197,725         | [ 80 ]                                 |
| 05/03/2017      | California Golden Bears | 9,875           | 9,975           | 9,925           | ---             | ---             | 197,525         | [ 81 ]                                 |
| 12/03/2017      | North Carolina State    | 9,875           | 9,950           | 9,400           | ---             | ---             | 197,800         | [ 82 ]                                 |
| 18/03/2017      | Campeonato Pac-12       | 9,850           | 9,875           | 10,000          | ---             | ---             | 197,100         | [ 61 ]                                 |
| 01/04/2017      | Regionales NCAA         | 9,775           | 9,900           | 9,925           | ---             | ---             | 196,800         | Equipo clasificado en 1ª posición.     |
| 14/04/2017      | Semifinales NCAA        | 9,8375          | 9,9500          | 9,9625          | 9,8250          | 39,5750         | 197,5000        | Equipo clasificado en 2ª posición.     |
| 15/04/2017      | Final NCAA              | 9,8750          | 9,9500          | 9,8500          | 9,7500          | 39,4250         | 197,2625        | Equipo clasificado en cuarta posición. |

#### Segundo año: 2018
| Resultados 2018 | Resultados 2018                        | Resultados 2018 | Resultados 2018 | Resultados 2018 | Resultados 2018 | Resultados 2018 | Resultados 2018 | Resultados 2018                    |
| Fecha           | Rival                                  | Salto           | Asimétricas     | Barra           | Suelo           | All-arround     | Equipo          | Notas                              |
| --------------- | -------------------------------------- | --------------- | --------------- | --------------- | --------------- | --------------- | --------------- | ---------------------------------- |
| 6/01/2018       | Ohio State                             | 9,800           | 9,900           | 9,900           | 9,900           | 39,500          | 196,250         | Debut.                             |
| 14/01/2018      | Stanford, Utah y Washington            | 9,875           | 9,950           | 9,825           | 9,900           | 39,550          | 197.200         | [ 86 ]                             |
| 20/01/2018      | Arizona Wildcats                       | ---             | 9,925           | ---             | ---             | ---             | 197,300         | [ 87 ]                             |
| 27/01/2018      | LSU, North Carolina State y Washington | 9,925           | 9,925           | 9,975           | 9,875           | 39,700          | 197,625         | [ 88 ]                             |
| 4/02/2018       | Oklahoma Sooners                       | 9,900           | 9,925           | 9,850           | 9,875           | 39,550          | 197,950         | [ 89 ]                             |
| 10/02/2018      | California Golden Bears                | ---             | 9,950           | ---             | ---             | ---             | 197,750         | [ 90 ]                             |
| 18/02/2018      | Utah                                   | 9,850           | 9,875           | 9,875           | 9,875           | 39,475          | 197,425         | [ 91 ]                             |
| 25/02/2018      | Oregon State                           | 9,875           | 9,975           | 9,950           | 9,900           | 39,700          | 198,075         | [ 92 ]                             |
| 4/03/2018       | Iowa State, Kent State y Nebraska      | 9,850           | 9,950           | 9,900           | 9,875           | 39,575          | 197,500         | Masters Classic.                   |
| 11/03/2018      | Stanford                               | 9,900           | 10,00           | 9,825           | 9,900           | 39,625          | 197,800         | Primer 10.                         |
| 13/03/2018      | San Jose State                         | 9,900           | 9,950           | 9,850           | ---             | ---             | 198,275         | [ 94 ]                             |
| 24/03/2018      | Campeonato Pac-12                      | 9,900           | 9,975           | 9,925           | 9,875           | 39,675          | 197,500         | Equipo clasificado en 1ª posición. |
| 7/04/2018       | Regionales NCAA                        | 9,875           | 9,975           | 9,950           | ---             | ---             | 197,650         | Equipo clasificado en 1ª posición. |
| 20/04/2018      | Semifinal NCAA                         | 9,8500          | 9,9500          | 9,9500          | 9,8875          | 39,6375         | 197,5625        | Equipo clasificado en 1ª posición. |
| 21/04/2018      | Final NCAA                             | 9,8000          | 9,9500          | 9,9875          | 9,3125          | 39,0500         | 198,0750        | Equipo clasificado en 1ª posición. |

#### Tercer año: 2019
| Resultados 2019 | Resultados 2019                       | Resultados 2019 | Resultados 2019 | Resultados 2019 | Resultados 2019 | Resultados 2019 | Resultados 2019 | Resultados 2019                    |
| Fecha           | Rival                                 | Salto           | Asimétricas     | Barra           | Suelo           | All-arround     | Equipo          | Notas                              |
| --------------- | ------------------------------------- | --------------- | --------------- | --------------- | --------------- | --------------- | --------------- | ---------------------------------- |
| 4/01/2019       | Nebraska                              | 9,975           | 9,875           | 9,850           | 9,950           | 39,650          | 197,250         | Debut.                             |
| 12/01/2019      | California, Michigan State y UC Davis | 9,875           | 10,00           | 9,900           | 9,925           | 39,700          | 197,700         | Primer 10.                         |
| 21/01/2019      | Arizona State                         | 9,700           | 9,950           | 9,875           | 9,950           | 39,450          | 197,775         | [ 99 ]                             |
| 27/01/2019      | Stanford                              | 9,325           | 9,900           | 9,925           | ---             | ---             | 197,225         | [ 100 ]                            |
| 2/02/2019       | Oregon State                          | 9,850           | 10,00           | 9,900           | 9,900           | 39,650          | 197,900         | [ 101 ]                            |
| 10/02/2019      | Washington                            | 10,00           | 9,875           | 9,975           | 9,925           | 39,775          | 197,600         | [ 102 ]                            |
| 16/02/2019      | Arizona                               | 10,00           | 9,975           | 9,925           | 9,950           | 39,850          | 198,025         | [ 103 ]                            |
| 23/02/2019      | Utah                                  | 9,925           | 10,00           | 9,950           | 9,900           | 39,775          | 198,025         | [ 104 ]                            |
| 3/03/2019       | Oklahoma Sooners                      | 10,00           | 10,00           | 9,875           | 9,975           | 39,850          | 197,575         | [ 105 ]                            |
| 10/03/2019      | Stanford                              | 9,950           | 9,900           | 10,00           | ---             | ---             | 198,325         | [ 106 ]                            |
| 16/03/2019      | Utah State                            | 9,325           | 9,475           | 9,975           | 10,00           | 38,775          | 197,575         | [ 107 ]                            |
| 23/03/2019      | Campeonato Pac-12                     | 9,900           | 10,00           | 9,900           | 10,00           | 39,800          | 198,400         | Equipo clasificado en 1ª posición. |
| 4/04/2019       | Campeonato Regional (semifinales)     | 10,00           | 9,975           | 9,950           | ---             | ---             | 197,675         | Equipo clasificado en 1ª posición. |
| 6/04/2019       | Campeonato Regional                   | 9,900           | 10,00           | 10,00           | 9,950           | 39,850          | 198,075         | Equipo clasificado en 1ª posición. |
| 19/04/2019      | Campeonato Nacional (semifinales)     | 9,9500          | 9,8625          | 9,9000          | 9,950           | 39,6625         | 197,675         | Equipo clasificado en 1ª posición. |
| 20/04/2019      | Campeonato Nacional                   | 9,9500          | 9,9500          | 9,9250          | 9,1250          |                 | 197,5375        | Equipo clasificado en 3ª posición. |

## Medallero
| Año  | Competición                | Equipo | AA               | VT               | UB               | BB               | FX               |
| ---- | -------------------------- | ------ | ---------------- | ---------------- | ---------------- | ---------------- | ---------------- |
| 2009 | U.S. Classic               |        | Oro              | Oro              | 5                |                  | 5                |
| 2009 | Campeonato Nacional Júnior |        | Oro              | Oro              | 12               | Oro              | Bronce           |
| 2009 | Campeonato Panamericano    | Oro    | Oro              |                  | Oro              | Oro              | Medalla de plata |
| 2010 | Trofeo City of Jesolo      |        | Medalla de plata |                  |                  |                  |                  |
| 2010 | Campeonato Pacific Rim     | Oro    | Medalla de plata | Oro              | Medalla de plata |                  | Medalla de plata |
| 2010 | U.S. Classic               |        | Bronce           | 4                | 4                | Oro              | 8                |
| 2010 | Campeonato Nacional Júnior |        | Oro              | Bronce           | 7                | Oro              | Bronce           |
| 2010 | Campeonato Panamericano    | Oro    | Oro              |                  | 6                |                  | Medalla de plata |
| 2011 | Trofeo City of Jesolo      | Oro    | Oro              | Medalla de plata | Medalla de plata | Oro              | 7                |
| 2011 | U.S. Classic               |        | Oro              | Medalla de plata | Oro              | 4                | Bronce           |
| 2011 | Campeonato Nacional Júnior |        | Medalla de plata | Bronce           | Medalla de plata | Medalla de plata | 6                |
| 2012 | Campeonato Pacific Rim     | Oro    | Medalla de plata |                  | Medalla de plata | Oro              | Bronce           |
| 2012 | Trofeo City of Jesolo      | Oro    | Oro              |                  |                  |                  |                  |
| 2012 | U.S. Classic               |        | Medalla de plata | 4                | Medalla de plata | 5                | 5                |
| 2012 | Campeonato Nacional        |        | 4                |                  | Medalla de plata | 4                | 6                |
| 2012 | Olympic Trials             |        | 5                |                  | Oro              | Bronce           | 9                |
| 2012 | Juegos Olímpicos           | Oro    |                  |                  |                  |                  |                  |
| 2013 | Trofeo City of Jesolo      | Oro    | Medalla de plata | Medalla de plata |                  | Oro              |                  |
| 2013 | U.S. Classic               |        | Oro              |                  | Oro              | Medalla de plata | 12               |
| 2013 | Campeonato Nacional        |        | Medalla de plata |                  | Oro              | Oro              | 7                |
| 2013 | Campeonato Mundial         |        | Medalla de plata |                  | Medalla de plata | Medalla de plata | 5                |
| 2014 | Trofeo City of Jesolo      | Oro    | Oro              |                  | Medalla de plata | 6                | Medalla de plata |
| 2014 | Campeonato Pacific Rim     | Oro    | Medalla de plata |                  | Medalla de plata | Oro              | Medalla de plata |
| 2014 | U.S. Classic               |        | Medalla de plata |                  | Bronce           | Oro              | Medalla de plata |
| 2014 | Campeonato Nacional        |        | Medalla de plata |                  | 6                | Oro              | 5                |
| 2014 | Campeonato Mundial         | Oro    | Bronce           |                  |                  | 6                |                  |
| 2015 | Trofeo City of Jesolo      | Oro    |                  |                  | Oro              |                  |                  |
| 2015 | U.S. Classic               |        |                  |                  | 15               | 4                |                  |
| 2015 | Campeonato Nacional        |        | 10               |                  | 12               | Bronce           | 12               |
| 2017 | NCAA                       | 4      | 6                |                  | Oro              | Oro              |                  |
| 2018 | NCAA                       | Oro    | 4                |                  | Bronce           | Medalla de plata |                  |
| 2019 | NCAA                       | Bronce | Medalla de plata | Oro              |                  |                  | Oro              |
| 2020 | NCAA                       |        |                  |                  |                  |                  |                  |

Notas: AA=Circuito completo individual. VT=Salto. UB=Barras asimétricas. BB=Barra de equilibrio. FX=Suelo.